# Variz
Varizes são dilatações ou tortuosidades das veias superficiais do corpo. Geralmente formam-se nas pernas imediatamente por baixo da pele. Na maior parte dos casos não se manifestam outros sintomas, embora algumas pessoas possam sentir sensação de plenitude, fadiga, pressão ou dor no local. Entre as possíveis complicações estão a ocorrência de hemorragias ou tromboflebite. Quando as varizes se formam no escroto a condição é denominada varicocelo e as do ânus são denominadas hemorroidas.
Em muitos casos não existe uma causa específica. Entre os fatores de risco estão a obesidade, falta de exercício físico, trauma na perna e antecedentes familiares da doença. As varizes são também comuns durante a gravidez. Em alguns casos são o resultado de insuficiência venosa crónica ou hipertensão venosa. O mecanismo subjacente envolve insuficiência ou fraqueza estrutural nas válvulas das veias. O diagnóstico é geralmente feito mediante um exame físico, podendo ser complementado por ecografia. As varizes são uma doença distinta da telangiectasia, que afeta os vasos capilares de menor dimensão.
O tratamento consiste em alterações no estilo de vida ou procedimentos médicos com o objetivo de melhorar os sintomas e a aparência. Entre as alterações no estilo de vida estão o uso de meias de compressão, prática de exercício físico, elevação das pernas e perda de peso. Entre os procedimentos médicos estão a escleroterapia, cirurgia a laser ou remoção cirúrgica da veia. Após o tratamento a recorrência é comum.
As varizes são bastante comuns, afetando cerca de 30% da população em algum momento da vida. São mais comuns à medida que a idade avança. A condição afeta duas vezes mais mulheres do que homens. As varizes têm sido frequentemente descritas ao longo da História e os primeiros tratamentos cirúrgicos datam pelo menos do ano 400 d.C.

## Sinais e sintomas
Além do problema estético, habitualmente o paciente queixa-se de dores nos membros inferiores, sobretudo quando está de pé. Estas dores são muitas vezes referidas como uma sensação de peso ou tensão mas  pode também ser referido prurido e ardor. Estes sintomas são devidos a um aumento da pressão venosa distal. Poderá haver edema do membro afectado, sobretudo quando o paciente é obrigado a permanecer longas horas de pé, parado.
Com a evolução e o agravamento da doença desenvolve-se nos pontos de maior declive um processo de distrofia tissular caracterizado por uma reacção inflamatória com endurecimento cutâneo e do tecido celular sub-cutâneo (lesão pré-ulcerosa); se a doença venosa não for tratada, o processo ulceroso desenvolve-se e pode arrastar-se durante anos .
O tratamento da ulcera varicosa é extremamente difícil se o problema de drenagem não for resolvido. Após a cirurgia as úlceras podem fechar em 8-15 dias dependendo do seu tamanho e profundidade mas sobretudo do estado dos tecidos circundantes. Em processos arrastados, a rigidez tissular é grande com retracção dos tecidos, diminuição do perímetro da perna e hiperpigmentação cutânea.

## Fisiopatologia
As varizes aparecem devido a:
1. Insuficiência valvular  secundária a uma debilidade da parede da veia, cuja causa é ainda desconhecida,
2. Displasia da parede venosa,
3. Sobrecarga do sistema venoso superficial secundária a um tromboflebite profunda,
4. Fístulas artério-venosas ou
5. Forçagem valvular como acontece tantas vezes no desportista (ver veia perfurante)
6. Agenesia valvular congénita

Esta dilatação venosa, a que chamamos varizes, é portanto uma manifestação da doença venosa e não a doença propriamente dita e vai originar um fluxo sanguíneo retrógrado de cima para baixo com aumento da pressão venosa distal e as suas consequências nefastas a nível da perna e do pé.
Não se sabe ainda por que razão a parede da veia debilita levando à sua dilatação e à consequente insuficiência valvular, se bem que elevados níveis de homocisteína possam degradar e/ou inibir a formação dos três principais componentes da parede arterial (colagéneo, elastina e proteoglycans). Este assunto, aplicado à parede venosa, ainda está em estudo e os efeitos de altos níveis de homocisteína são difíceis de provar em ensaios clínicos;
Não podemos falar de hereditariedade pois ainda não foi detectado defeito cromossómico transmissível que possa causar esta doença. Há no entanto uma tendência familiar.
Nos casos, mais raros, em que as varizes são devidas a uma agenesia valvular congénita, existe frequentemente uma insuficiência venosa profunda concomitante. Estes casos são problemáticos no que respeita o tratamento e uma estratégia  cirúrgica pouco apropriada poderá resultar no agravamento da insuficiência venosa profunda.
Apesar de muitos considerarem as telangiectasias e a varicose reticular como uma primeira fase da doença varicosa (como consta da antiga classificação, ainda em uso), esta ideia não é exacta. As telangiectasias (avermelhadas) e as varicosidades (azuladas) são a mesma coisa mas as varicosidades têm um diâmetro maior (ver Escleroterapia).  Também chamados "derrames", são devidos a uma má drenagem capilar da pele para o tecido celular subcutâneo, cuja etiologia é ainda desconhecida. Há assim pacientes com varizes que nunca tiveram varicosidades e pacientes com inúmeras varicosidades e sem patologia do sistema venoso superficial. São mais frequentes no sexo feminino, sobretudo nas mulheres que tomam anticoncepcionais, mas também aparecem no sexo masculino, sobretudo quando a profissão obriga à posição de pé durante horas.

### Fatores agravantes
Não sabendo por que razão a parede da veia debilita, é difícil dizer o que provoca ou agrava as varizes. Porém, a tomada de anticoncepcionais, a gravidez e a obesidade são fatores que contribuem para seu aparecimento e uma das razões pelas quais as varizes são mais comuns no sexo feminino.
A prática de certos desportos que se acompanham de contracções musculares bruscas como o squash, o ténis, o futebol, favorecem os acidentes de forçagem valvular - estas dilatações venosas situam-se na região da perfurante lesionada, sem compromisso das veias safenas.

## Complicações

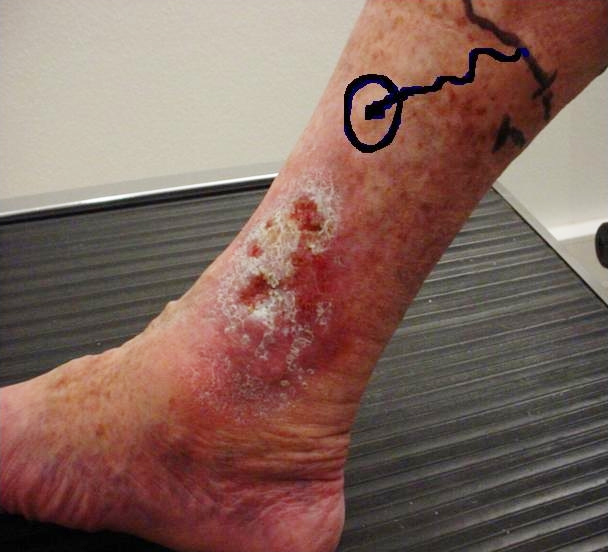
Úlceras antes da cirurgia

As complicações dependem de três factores principais:
1. o aumento de pressão venosa distal
2. a acumulação de sangue venoso, carregado de impurezas nas regiões de declive
3. drenagem muito lenta ou ausência de drenagem

Estes três factores, actuando em conjunto, têm um efeito deletério para os tecidos:
a falta de oxigenação tissular, a intoxicação por produtos finais do metabolismo celular e o aumento da pressão venosa vão a curto prazo originar o aparecimento, primeiro de uma reação inflamatória (lesão pré-ulcerosa) seguida do aparecimento da tão temida úlcera varicosa.
Por sua vez a drenagem muito lenta vai favorecer a coagulação do sangue dentro das veias ectásicas (tromboflebite ou flebotrombose) cujas consequências podem ser graves: extensão ao sistema venoso profundo e mesmo a embolia pulmonar.

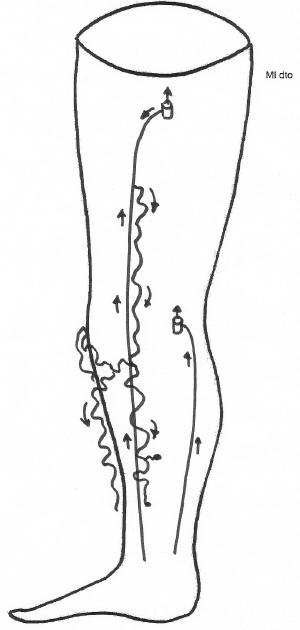
Cartografia venosa

## Diagnóstico
Antes do aparecimento dos ultra sons, as veias só podiam ser estudadas com o auxílio de manobras semiológicas, ainda hoje utilizadas, ou fazendo uma flebografia. O pioneiro mundial da flebografia foi o professor português João Cid dos Santos (1907-1975). Grande cirurgião vascular e eminente investigador, deixou-nos informação preciosa sobre flebografia, entre muitos outros trabalhos, e costumava dizer aos seus discípulos que para tratar as varizes do território da veia safena interna bastava laquear a sua crossa. Hoje, com o aparecimento da ecografia, do doppler e da codificação a cores, a flebografia só é usada em raros casos e sempre num contexto de investigação científica.
O estudo do doente com doença varicosa é actualmente efectuado por meios não invasivos usando os ultra sons, exame chamado de Ecodoppler venoso dos membros inferiores. A técnica e o protocolo deste exame varia quer se trate do estudo das artérias ou das veias. Neste último caso, o exame não incide sobre o estudo da parede da veia ou da anatomia valvular mas sim da direcção do fluxo sanguíneo. Trata-se portanto de um exame hemodinâmico. Depois do estudo deve ser efectuada uma cartografia ou "mapping" que resume a totalidade do problema e que servirá de base a um tratamento da insuficiência venosa.

## Prevenção
Não sabendo por que razão pela parede da veia adoece é difícil dizer o que fazer para prevenir o seu aparecimento. Existem porém algumas medidas que facilitam a drenagem e que diminuem a dilatação venosa:
1. Evitar expor as pernas ao calor por tempo prolongado.
2. Na praia, preferir andar com os pés na água em vez de ficar ao sol ou mesmo debaixo do sombreiro pois é muito quente. Não pôr os pés na areia escaldante mas calçar sapatos antes de atravessar a praia para ir para casa.
3. Não tomar banhos de imersão muito quentes e acabar com um duche com água fria nas pernas.
4. Caminhar regularmente, dieta saudável e perder peso evitam esse e muitos outros problemas circulatórios.
5. Evitar ficar parado(a) em pé durante longos períodos de tempo. Se a profissão o obrigar, usar meias apropriadas, como elásticas até o joelho.
6. Ao fim de um dia de trabalho, ofereça a si próprio 10 minutos de descanso com os pés acima do nível do coração.
7. Existem no mercado vários produtos tópicos que podem prevenir o agravamento das varizes.
8. Existem inúmeras substâncias em comprimidos e cápsulas, chamadas de venotrópicos, cuja eficiência é muito questionável, mas com as quais alguns pacientes se sentem melhor. Os resultados variam muito de paciente para paciente. Se experimentou um desses medicamentos e se sentiu melhor, menos "peso nas pernas", menos cansaço, então use-o sobretudo durante o verão.

## Tratamento

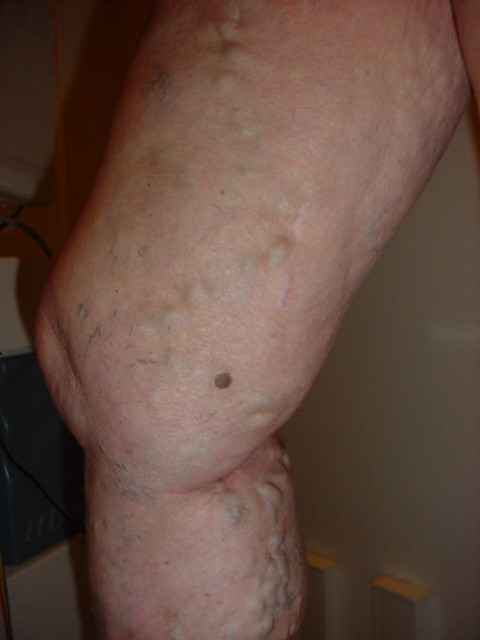
Recidiva poststripping

Existem várias técnicas cirúrgicas todas promovendo a ablação da veia safena interna, desde o velho ""stripping"" até às mais recentes técnicas de radiofrequência e laser.
Sem terem em atenção a fisiologia do sistema venoso nem a hemodinâmica, estas técnicas visam a eliminação da safena interna e dos segmentos venosos dilatados. São no entanto as técnicas habitualmente usadas pela maioria dos cirurgiões pois são de rápida execução e requerem um pequeno estudo do doente. Porém, sem as principais veias superficiais, as safenas, toda a anatomia e fisiologia do sistema venoso superficial ficará comprometida e as recidivas a partir de dois anos são importantes, com excepção dos casos em que o "capital venoso" (quantidade maior ou menor de vénulas existentes no tecido celular sub-cutâneo) é tão pobre, que não há nada para provocar uma recidiva.

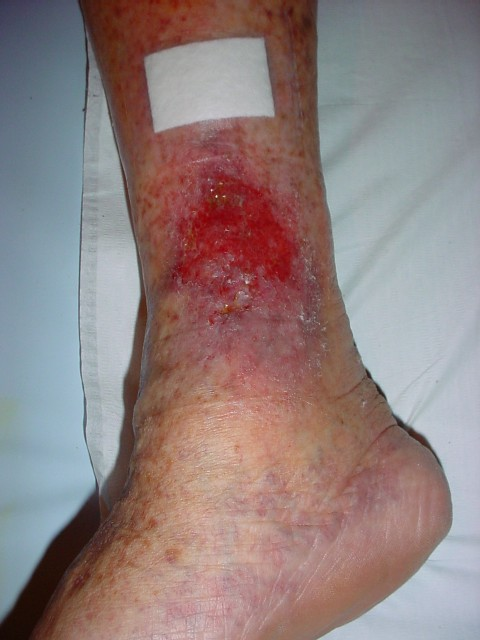
Úlcera fechada ao 8º dia pós cirurgia

Em 1985 o professor Claude Franceschi, cientista francês, descreveu pela primeira vez a "Cura CHIVA", publicando 3 anos depois o seu trabalho, um processo não destrutivo e que tem por finalidade derivar o sangue venoso das veias doentes e "ectasiadas" (dilatadas) para o sistema venoso profundo, restabelecendo assim a drenagem do sistema venoso superficial. Esta técnica respeita a anatomia do sistema venoso superficial e baseia-se num exame ecodoppler feito por ecodopplerista qualificado em hemodinâmica, o que dificulta a expansão da técnica, pois a sua correcta execução depende de uma aprendizagem aprofundada em hemodinâmica venosa. Porém muito tempo antes, em Portugal, o Professor João Cid dos Santos (Lisboa, 05 de Agosto de 1907 — Lisboa, 04 de Novembro de 1975) ensina aos seus alunos que "para resolver os problemas da veia safena interna bastava laquear a crossa..." trabalho que pode ser consultado na Biblioteca Nacional de Portugal,
Trata-se de um tratamento personalizado, pois cada paciente desenvolve as dilatações venosas consoante a sua anatomia prévia, e no mesmo paciente o membro inferior direito não será igual ao esquerdo. A estratégia cirúrgica baseia-se na cartografia, o esquema pré-operatório é marcado na pele, com marcadores indeléveis, por quem faz o ecodoppler e não pelo cirurgião, obrigando a um trabalho de equipa e a uma confiança mútua cirurgião/ecodopplerista. Isto também complica a expansão desta técnica no mundo.
Porém os resultados são excelentes quando esta técnica é correctamente executada e a integridade do sistema venoso é mantida.
Tem a vantagem de, no caso de haver necessidade no futuro de um "by-pass" coronário, haver sempre uma veia safena que poderá ser utilizada. Em alguns países, como a França, a ética e a lei sobre o esclarecimento detalhado do paciente, obriga o médico e o cirurgião a avisar o doente e este deve assinar que concorda com a cirurgia destrutiva dos eixos safenianos sendo alertado para as consequências no caso de vir a necessitar no futuro de um by-pass coronário
Em alguns casos o tratamento médico pode ser aconselhado. Trata-se dos casos em que não existe insuficiência ostial das safenas (válvula ostial é a válvula a nível da junção de uma veia safena com a veia profunda)  e só algumas colaterais estão dilatadas. Este tratamento pode ser feito por escleroterapia. No caso de as colaterais terem um calibre significativo é no entanto preferível efectuar uma pequena laqueação em vez da escleroterapia. Há quem faça e aconselhe a injecção de produtos esclrosantes potentes para tratar uma crossa insuficiente. Os riscos da injecção destes produtos são maiores que o risco de uma pequena intervenção cirúrgica com anestesia local. Depois de injectado numa veia o produto já não poderá ser retirado e as complicações podem ser mortais no caso de embolia pulmonar.

## História

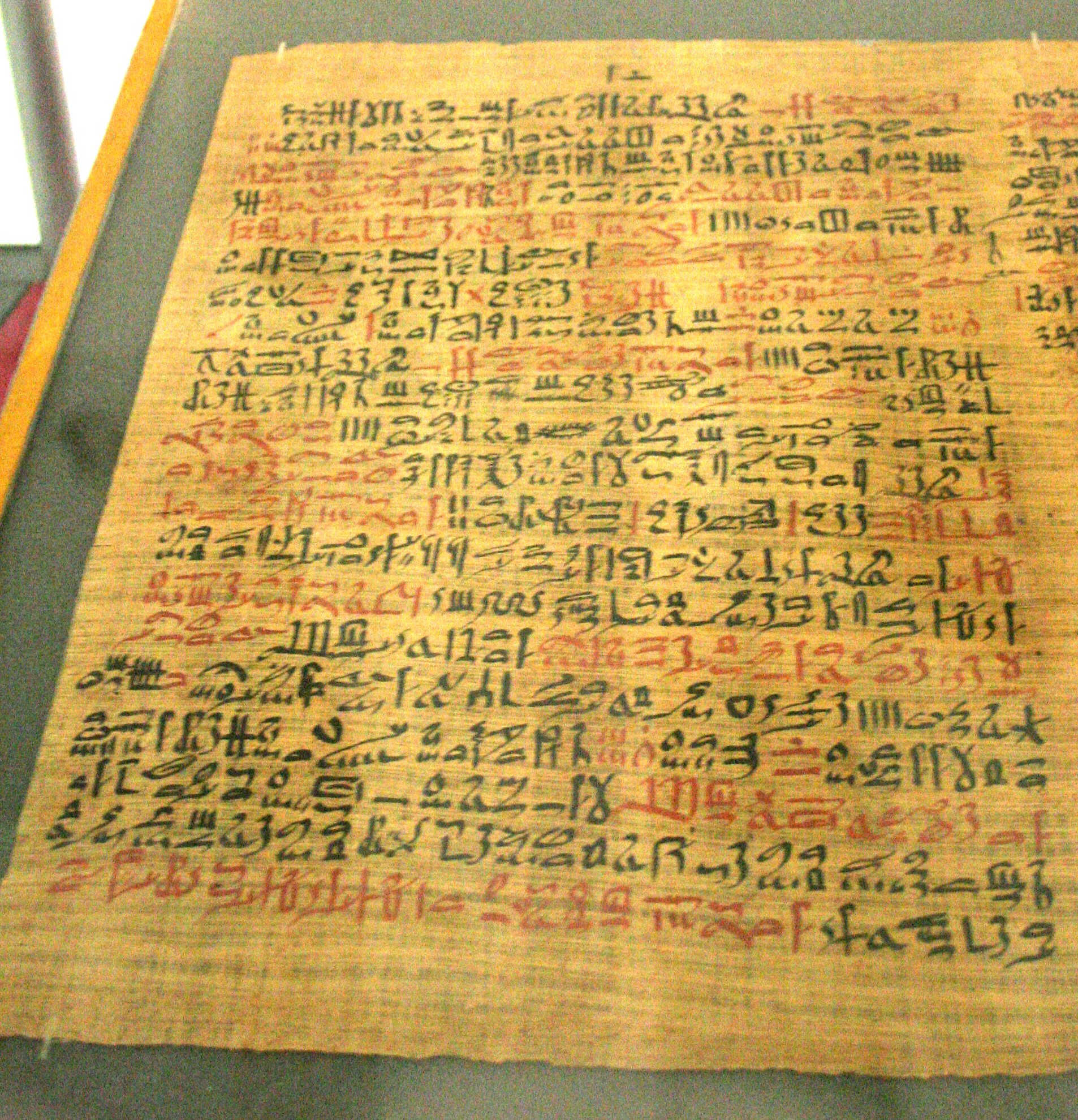
Papiro de Ebers

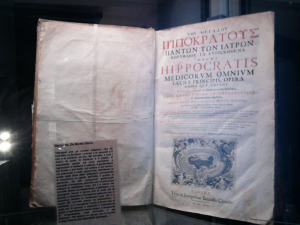
Hipócrates, "De morbo sacro"

A história desta patologia remonta muito provavelmente a 1550 A.C., data atribuída ao célebre papiro de Ebers um dos mais antigos documentos sobre Medicina egípcia, descoberto em 1873. Neste documento as varizes são descritas como "dilatações serpentiformes, enroladas e endurecidas, com nódulos e como cheias de ar." Posteriormente, Hipócrates, (Cós, 460 a.C. — Tessália, 370 a.C.) descendente em 17º grau do Deus da Medicina grega Asclépio (segundo relatos da época), descreveu que "o repouso fazia bem às varizes", que "não era bom estar de pé se houvesse úlcera" que "uma ferida podia provocar uma grande úlcera nos membros com varizes", que "pela veia cava o sangue chegava ao ventrículo direito". Isto antes de ter sido descoberta a circulação do sangue. Tratava as varizes enfaixando as pernas e os edemas aplicando frio que também usava como anestésico. E foi o primeiro a relatar a esclerose de uma veia varicosa, provavelmente após uma tromboflebite. Um conhecimento impressionante em tão remota época. A cirurgia das varizes por pequenas incisões foi descrita pela primeira vez em Roma por Plutarco quando relata a cirurgia efetuada na perna do general Caius Marius por volta do ano 105 A.C.; posteriormente, ainda em Roma, Aurelius Cornelius Celsius (53AC –7 DC) fazia pequenas incisões e cauterizava a veia varicosa. Na Ásia Menor, Galeno (Pérgamo, 130-200 DC) descreveu com detalhe a flebectomia entre duas ligaduras e afirmou que "a dilatação da veia depende da quantidade de sangue que ela contém". Em Alexandria, uma das maiores escolas de medicina da antiguidade, Paulo Aegineta (607-690) descreveu a primeira ligadura da safena interna e a primeira marcação pré-operatória de varizes pois só operava depois de colocar um torniquete na perna e fazer o paciente andar um pouco. Marcava então o ponto onde devia operar. Em 1363 Gui de Chauliac tratava as varizes com contenção elástica e operava por cauterização. Amato Lusitano, Dr. João Rodrigues (Castelo Branco, 1511—1568) médico português, descreveu pela primeira vez em 1551 que as veias tinham vávulas e foi também um dos primeiros a descrever com clareza a circulação do sangue, 77 anos antes das descrições de William Harvey. Infelizmente muitos dos seus escritos perderam-se pois teve que fugir de Itália onde se tinha refugiado, devido ao fato de ser judeu. Miguel Servet (1511-1553), não teve essa sorte e foi queimado como um herege por ordem do Conselho de Genebra, presidido por João Calvino, foi queimado juntamente com os seus livros. Nos que se salvaram encontram-se descrições precisas da circulação pulmonar. Sigismund Elsholtz, em 1667 fez a primeira escleroterapia injectando uma infuão de plantas na veia tributária da úlcera de um soldado e a úlcera curou. Desde então a cirurgia tornou-se cada vez mais ativa e invasiva até culminar na técnica do "strpping" para remoção das veias varicosas, sobretudo a extirpação da veia safena interna. Porém, se os pacientes melhoravam rapidamente, também recidivavam ao fim de um a dois anos e muitas vezes ao fim de algum tempo estavam piores que antes da cirurgia por stripping. Robert Muller em 1956, descreveu a sua técnica cirúrgica de tratamento das varizes por pequenas incisões com flebectomias segmentares - técnica chamada de "Flebectomia de Muller". Em Portugal, o Professor João Cid dos Santos (Lisboa, 5 de agosto de 1907 — Lisboa, 4 de novembro de 1975), foi o primeiro médico a descrever a Flebografia, e ensinava aos seus alunos que "para resolver os problemas da veia safena interna bastava laquear a crossa..." trabalho que pode ser consultado na Biblioteca Nacional de Portugal. Com o desenvolvimente da bypass coronário as veias safenas tornaram-se preciosas pois são usadas para efectuar essa cirurgia. Ao destruí-las, o stripping retirava ao paciente a possibilidade de benificiar de uma pontagem que poderia salvar a sua vida. Com o aparecimento da ecografia e sobretudo da utilização do efeito Doppler em Medicina a técnica de estudo do sistema venoso expandiu-se sobretudo com os estudos de Claude Franceschi, cientista francês, que em 1985  descreveu pela primeira vez a Cura CHIVA, publicando 3 anos depois o seu trabalho.
O problema da ausência de safena interna para efetuar o bypass coronário foi contornado utilizando a artéria mamária interna. Para diminuir o traumatismo provocado pelo strpping, foram inventadas várias técnicas recentes menos agressivas mas não desprovidas de riscos e que levam do mesmo modo à destruição funcional da safena interna, tais como o Laser endovascular.